# 1933年至1934年香港甲組足球聯賽
1933–34年香港甲組足球聯賽（英語：Hong Kong First Division Football League），是第 26 屆香港甲組足球聯賽，本屆聯賽共有 12 隊參賽球隊，冠軍是威爾殊陸軍，他們第 1 次贏得港甲冠軍。

## 外部連結
- 香港足球總會官網（页面存档备份，存于）
- 香港甲組足球聯賽 歷屆冠軍（页面存档备份，存于）